# Silvia Ballestra
Silvia Ballestra, född 1969 i Porto San Giorgio, är en italiensk författare.
Hon debuterade 1991 med novellen Iguanas födelsedag (Compleanno dell'Iguana), som har översatts till ett flertal språk. Hon tillhör författargenerationen som kallas "den tredje vågens avantgardister". Hennes verk har ofta självbiografiska inslag och har hämtat inspiration från ungdomars populärkultur. Ballestra har skrivit i ett flertal italienska tidningar, bland annat L'Unità. Hon är även aktiv som översättare från franska och engelska.
Riccardo Milanis film La guerra degli Antò från 1999 bygger på novellen Iguanas födelsedag och dess uppföljare med samma namn som filmen.